# Ислахие
Ислахие (тур. İslahiye) — город и район в провинции Газиантеп (Турция).

## История
Люди жили в этих местах с доисторических времён. В XVI веке султан Селим I завоевал эти земли и включил их в состав Османской империи. Современное название местность получила из-за того, что в 1866 году здесь поселились люди из созданной в 1864 году дивизии «Ислахие».

## Транспорт
Через Ислахие проходит железная дорога, соединяющая Турцию с Сирией.